# 卡米拉·斯文松-古斯塔夫松
卡米拉·斯文松-古斯塔夫松（瑞典語：Camilla Svensson-Gustafsson，1969年1月20日—），瑞典女子足球运动员。她曾代表瑞典国家队参加1991年国际足联女子世界杯和1996年夏季奥林匹克运动会。